# Nordatlantisches Tiefenwasser

Tiefenzirkulation des Atlantik, NADW: Nordatlantisches Tiefenwasser, ABW bzw. AABW: Arktisches bzw. Antarktisches Bodenwasser, ZW: Zwischenwasser (→ Wassermasse)

Das Nordatlantische Tiefenwasser (North Atlantic Deep Water – NADW) ist neben dem Antarktischen Bodenwasser eine der beiden tiefen Wassermassen des Globalen Förderbandes. Das kalte und dichte Wasser bildet sich im Bereich Grönlandsee/Europäisches Nordmeer, wo Wasser des Nordatlantikstroms seine thermische Energie an die kalte Atmosphäre abgibt, damit an Dichte gewinnt und zu Boden sinkt. Dieser Konvektion genannte Prozess ist in mehreren Regionen des Nordmeeres und des Nordatlantiks zu beobachten.
Zur Entstehung des Tiefenwassers trägt auch die Meereisbildung im Herbst und Winter bei, indem beim Frieren des Meerwassers das Salz nicht mit kristalliert, sondern in einer Sole ins Meer zurückgelangt und so dem Wasser unter dem Eis eine höhere Salinität und damit Dichte verleiht.
Um zurück in den offenen Atlantik zu gelangen, muss das Wasser den Grönland-Schottland-Rücken überwinden, der das Europäische Nordmeer vom Atlantik trennt. Dabei wird es aus dem Grönland- bzw. Norwegenbecken über die Dänemarkstraße und den Färöer-Bank-Kanal gedrückt. Auf der anderen Seite des Rückens sinkt es, gelegentlich salopp als  unterseeischer Wasserfall verbildlicht, mehrere Hundert bis Tausend Meter in die Tiefe, wobei es sich durch die Turbulenzen mit angrenzenden Wasserschichten vermischt. Das so entstehende Wasser ist sehr dicht und fließt mit 16 bis 18 Sverdrup über dem antarktischen Bodenwasser nach Süden. Nach größenordnungsmäßig 1000 Jahren erreicht es die Antarktis.